# Viișoara, Satu Mare
Viișoara este un sat în comuna Ciumești din județul Satu Mare, Transilvania, România.
 Acest articol despre o localitate din județul Satu Mare este deocamdată un ciot. Puteți ajuta Wikipedia prin completarea lui.